# متحف آنا أخماتوفا الأدبي والتذكاري
متحف آنا أخماتوفا الأدبي والتذكاري هو متحف أدبي في سانت بطرسبرغ في روسيا، مخصص للشاعرة آنا أخماتوفا (1889-1966). افتُتح المتحف في عام 1989 في الذكرى المئوية لميلاد أخماتوفا.

## القصر
يقع المتحف في جناح بيت النافورة الملكي في 34 جسر نهر فونتاناكا. تم بناء بيت النافورة الملكي في القرن الثامن عشر كقصر لعائلة شيريميتيف النبيلة. يقدّر الأباطرة الروس الإنجازات الدبلوماسية والعسكرية للعديد من أفراد تلك العائلة.
كان القصر يضم من عام 1935 إلى عام 1941 متحف العلوم الشعبية، والذي أُغلق مباشرةً بعد الغزو الألماني. عاشت آنا أخماتوفا في الجناح الشمالي لبيت النافورة في 1918-1920، وعاشت في الجناح الجنوبي من منتصف العشرينات حتى فبراير 1952.
بعد ذلك تم تسليم المبنى ككل لمعهد البحوث الاستكشافية للقارة شبه القطبية وأنتاركتيكا، ولم يكن من الممكن البدء في تحويل القصر إلى متحف أو عدة متاحف إلا في الجزء الأخير من القرن العشرين فقط، بعد نقل المعهد داخل المدينة إلى منشأة مصممة خصيصًا.
يحتل المبنى الرئيسي متحف سانت بطرسبرغ للموسيقى (واحد من أكبر فروع متحف سانت بطرسبرغ للمسرح والموسيقى)، بينما يُكرس الجناح لمتحف الشاعرة.

## متحف الشاعرة
تم افتتاح متحف أخماتوفا في عام 1989 كفرع من متحف دوستويفسكي الأدبي والتذكاري. تم فصل المتحف في وقت لاحق كمتحف مستقل. تألفت مجموعة المتحف في عام 2009 من حوالي 50,000 عنصر، حيث يشمل المتحف من بين أمور أخرى طبعات موقعة من أعمال أخماتوفا، وبعض الصور الفوتوغرافية، والمخطوطات التي كتبتها أخماتوفا والمعاصرون لها.

## متاحف أخماتوفا الأخرى
يوجد متحف مخصص للشاعر ودائرتها المُقربة في سانت بطرسبرغ . يطلق عليه "العصر الفضي لآنا أخماتوفا"، ويقع في الطابق الأرضي من مبنى سكني عادي في محيط أفتوفو.
يوجد متحف تذكاري لآنا أخماتوفا في قرية صغيرة تُسمى سلوبيديكا شيلخفيسكا في خملنيتسكي أوبلاست بأوكرانيا.

## روابط خارجية
- Anna Akhmatova Museum website (بالروسية)
- The Anna Akhmatova Museum at The Fountain House (بالإنجليزية)